# S 3038
Az S 3038-as sír a szakkarai nekropolisz 3038-as katalógusszámú objektuma. A temető archaikus korú (I–II. dinasztia) részében helyezkedik el. 28×14 méteres alapterületen épült, mintegy 2,5 méter magas volt eredetileg. Hossztengelyével hozzávetőleg északra tájolt, bár nyugat felé eltér attól.
Több rétegű, felfelé keskenyedő felépítménye tetejének mérete 14×7 méter. Sokan ebben az építményben látják a lépcsős piramis első modelljét. Körülbelül 35×15 méteres elkerített körzetben áll, a kerítésfal a főépítménynél magasabb lehetett, mintegy öt méteres, palotahomlokzatos díszítésű, hullámos vonalú. Sírkamrája egyszerű, téglával bélelt verem, amely fölé a masztabát építették. Későbbi fázisban a sírkamrát belső falakkal tagolták több helyiségre és folyosóra. A temetés után a felépítménnyel lezárták a felső megközelítést, de a nyugati homlokzatról lépcső vezet a sírkamrához. A sírhely kész állapotában egy gazdagon díszített palota látszatát kelthette.
A sír több szakaszban (legalább három) épült. A felépítmény keleti oldalán a homlokzat függőleges, míg a másik három oldalon nyolc lépcső van, teteje lapos: úgy néz ki, mint egy csonka lépcsős piramis. A kerítésfal a keleti és nyugati oldalon gyakorlatilag a homlokzathoz tapadva fut, ezért a temetkezési körzet látogatásához az északi és déli oldalon is kaput nyitottak. A sírkamrában és a masztaba udvarán pecsétnyomókat, harmincegy kőből faragott edényt és néhány kerámiaedény töredékét találták.
A sírt felfedezése idején egy helyi nemes sírjának gondolták. 1912-től az 1930-as évekig nem sok figyelmet fordítottak a temetőre, mert úgy gondolták, nem jó „gyűjtőhely”, hiszen helyi nemesek temetőjéről van szó. A kutatást az a feltételezés lendítette fel, hogy ezek a masztabák valójában az I. dinasztia királyainak sírhelyei. 1931-től Firth, 1936-tól Walter Emery dolgozott a szakkarai nekropolisz feltárásán két évtizedig, és megtalálta a sírban Anedzsib király nevét. Ettől kezdve néhány évtizedig Anedzsib sírjának gondolták. A 20. század második felében az egyiptomi korai időszakok felső-egyiptomi temetőit is gondosan feltárták, és Umm el-Kaábban megtalálták Anedzsib valódi sírját (X-sír). Ettől kezdve Anedzsib másodlagos sírjának tartották. A mai álláspont szerint Anedzsib egyik tisztviselőjének, Nebetkának (vagy Nebitka) sírja.
A sír tulajdonosának kérdése felveti, hogy az I. dinasztia e szakaszában az alsó-egyiptomi előkelők gazdagabbak voltak magánál a királynál is. A sír jelentősen nagyobb, mint a király sírja, építési költségei a nagy téglafelépítmény miatt nyilván még a méretkülönbségből adódónál is sokkal magasabbak lehettek. Az alépítmény is nagyobb, mélyebb, sőt utólag épített falakkal tagolt. Azt is tudjuk, hogy az I. dinasztia második fele nehézségekkel küzdött, Alsó-Egyiptom többször önállósodott, amely belviszályok csak a II. dinasztia végére zárultak le, és a III. dinasztia alapítója, Dzsószer már északra költözött.

## Külső hivatkozások
- The Biritsh Museum: Egyptian engineering in the Early Dynastic period – The sites of Saqqara and Helwan
- The 1st Dynasty Tombs
- Az archaikus temető térképe